# الزالتسا (إنز)
(بالألمانية: Die Salza) ويسمى أيضا (ماريا تسيلا زالتسا) هو الرافد الشرقي لنهر إنز في النمسا. ينشأ بالقرب من قرية تراينبرغ في النمسا السفلى ويتدفق جنوبي قرية «مارياتسيل» في مدينة ستيريا في النمسا ويؤدي مروره من وادي بهذه القرية وتأثير طقس جبال الألب القريبة إلى طبيعة خلابة خاصة، كما تشتهر هذه المدينة في إقامة ألعاب شتوية. يتابع النهر بعدها لمسافة 88 كيلومتر قبل أن يصب في نهر إنز.